# Последња екскурзија
Последња екскурзија америчка је хорор франшиза која се састоји од шест филмова, два стрипа и девет романа. Темељи се на сценарију Џефрија Редика, првобитно написаном за телевизијску серију Досије икс. Дистрибутер серијала је New Line Cinema. Свих шест филмова смештено је око мале групе људи који беже од предстојеће смрти када један појединац (протагониста) види изненадну слутњу, која их упозорава да ће сви погинути у страшној масовној несрећи. Након што су избегли предвиђену смрт, преживели су убијени један по један у бизарним несрећама изазваним невидљивом силом која ствара сложене серије узрока и последица, налик на машине Руба Голдберга, а затим прате знакове које је послао други невидљиви ентитет како би спречо њихову смрт.

## Позадина
Причу Последња екскурзија написао је Џефри Редик након што је „прочитао причу о жени која је била на годишњем одмору, а мама ју је назвала и рекла: 'Не иди сутра на лет, имам лош осећај у вези тога.'". Жена је променила летове и срушио се авион којим је првобитно требало да иде. Првобитно написавши сценарио као епизоду серије Досије икс, Редик је одлучио да, по налогу једне од својих колега из New Line Cinema-е, сценарио претвори у дугометражни филм. Након што је прочитао његов сценарио, New Line Cinema је ангажовао Редика да напише сценарио; Џејмс Вонг и Глен Морган касније су доведени да помогну око сценарија, правећи измене у складу са својим стандардима. Темељен је на катастрофалном лету TWA 800, конкретно, 16 ученика и 5 одраслих особа из Монтурсвила.

## Филмови

### Последња екскурзија(2000)
У оригиналном филму Последња екскурзија, средњошколац Алекс Браунинг (Девон Сава) укрцава се на лет 180 Volee Airlines-а са својим другарима на излет у Париз. Пре полетања, Алекс је предосећао да ће авион експлодирати у ваздуху, убивши све у авиону. Када се догађаји из његове визије почну понављати у стварности, паничи и долази до туче која доводи до тога да неколико путника не полети авионом, укључујући Клир Риверс (Али Лартер), Картера Хортон (Кер Смит), Билија Хичкока (Шон Вилијам Скот), Валери Лутон (Кристен Клок), Тери Чејни (Аманда Детмер) и Тод Вагнер (Чад Донела), који су сведоци експлозије авиона неколико тренутака касније. Након тога, преживели почињу да умиру један по један кроз низ бизарних несрећа, а Алекс покушава да пронађе начин да „превари” план смрти пре него што буде прекасно. Шест месеци касније, Алекс, Клир и Картер путују у Париз да прославе свој опстанак, верујући да су коначно преварили смрт; међутим, након што је Картер згажен огромним неонским знаком, схватају да је план смрти још увек на делу.

### Последња екскурзија 2(2003)
Последња екскурзија 2, која се дешава годину дана након првог филма, приказује студенткињу Кимберли Корман (А. Џ. Кук) која се са својим пријатељима Шајном, Даноом и Френкијем (Сара Картер, Алекс Реј и Шон Сипос) одлази у Дејтону Бич на пролећни распуст. На путу, Кимберли предосећа огромни ланчани судар на путу 23, убијајући све умешане. Задржава свој теренац на улазној рампи, спречавајући неколико људи да уђу на аутопут, укључујући полицајца Томаса Берка (Мајкл Ландес), Јуџина Дикса (Т. К. Карсон), Рорија Питерс (Џонатан Чери), Кет Џенингс (Киган Конор Трејси), Нору и Тима Карпентера (Линда Бојд и Џејмс Кирк), Еван Луиса (Дејвид Пејтко) и трудну Изабелу Хадсон (Џастина Мачадо). Док полицајац Берк испитује Кимберли, долази до судара како је она предвидела. У данима након несреће, преживели почињу да умиру један по један у низу бизарних несрећа. Након што је сазнала за експлозију лета 180, Кимберли се удружује са Клир Риверс, једином преживелом на лету 180, како би покушали спасити нову групу људи од смрти. Овога пута преживелима се говори да само „нови живот” може победити смрт и да морају остати живи довољно дуго да би Изабела родила дете. Касније се открива да Изабела никада није требала да умре у несрећи, а Кимберли се утопи у језеру како би је хитно особље могло оживети, дајући јој тако „нови живот”; спасавајући њу и полицајца Берка.

### Последња екскурзија 3(2006)
Последња екскурзија 3, постављена пет година након експлозије лета 180 и четири године након саобраћајне несреће на путу 23, прати средњошколку Венди Кристенстен (Мери Елизабет Винстед) која посећује забавни парк током последњих дана средње школе са својим пријатељима Кевином Фишером (Рајан Мериман), Џејсоном Вајзом (Џеси Мој) и Кари Дрејер (Џина Холден). Док се Венди и њени пријатељи укрцавају на ролеркостер, Венди предосећа да ће се вожња завршити кобно, убивши све на ролеркостеру. Када Венди почне да паничи, долази до туче и неколико људи напушта или је приморано да напусти вожњу пре него што се догоди несрећа, укључујући Кевина, Вендину млађу сестру Џули (Аманда Кру), Ијанa Макинлија (Крис Лемки), Пери Малиновски (Меги Ма), Ерин Алмер (Алекс Џонсон), Луиса Ромера (Тексас Бетл), Френкија Чикса (Сам Истон), Ешли Фројнд (Шелан Симонс) и Ешлин Халперин (Кристал Лоу). Када преживели почну да умиру један по један у низу чудних несрећа, Венди и Кевин су кренули да спасе оне који су остали након што сазнају за догађаје из прва два филма. Такође су открили да фотографије, које је Венди снимила у парку, наговештавају њихову смрт. Већина њихових покушаја је узалудна, с изузетком Џули и њих самих, што их доводи до уверења да су преварили смрт. Међутим, трио се „случајно” поново нађе пет месеци касније и ухваћени су у ужасној несрећи у метроу.

### Последња екскурзија 4(2009)
У филму Последња екскурзија 4, смештеном девет година након експлозије лета 180, осам година након несреће на путу 23, а четири године након катастрофе Ђавољег лета, студент Ницк О’Банон (Боби Кампо) посећује McKinley Speedway током студентског распуста са својим пријатељима Лори Милиган (Шантел Вансантен), Џенет Канингхам (Хејли Веб) и Хантом Винорскијем (Ник Зано). Док гледа трку, Ник предосећа да ће судар аутомобила послати остатке на трибине, узрокујући да се стадион сруши на посетиоце. Када Ник почне да паничи, долази до туче и неколико људи одлази пре него што се догоди несрећа, укључујући његове пријатеље Лори, Џенет и Ханта, члана обезбеђења Џорџа Лантера (Мајкелти Вилијамсон) и гледаоце Џонтана Гровувса (Џексон Вокер), Ендиија Кивзер (Ендру Фискела), Саманту Лејн (Криста Ален), Картера Данијелса (Џастин Велборн) и Надију Монрој (Стефани Оноре). Поново преживели гину у низу чудних несрећа, осим Џенер, која је спашена само неколико тренутака пре смрти. Ово наводи преостале преживеле да верују да су преварили смрт, све док Ник није поново наслутио катастрофалну експлозију у тржном центру, коју је успео да спречи, спасавајући себе, Лори и Џенет. Две недеље касније, Ник схвата да је визија катастрофе у тржном центру имала за циљ само да их одведе до места где је смрт требала да их снађе, а сво троје убија камион.

### Последња екскурзија 5(2011)
У филму Последња екскурзија 5, Сам Лутон (Николас Д'Агосто) је на путу за корпоративно одмаралиште са својим колегама. Док прелазе мост Норт Беј, Сам предосећа да ће се мост срушити, убивши све на њему. Сам успева да убеди неколико својих сарадника да сиђу са моста пре него што се догоди несрећа, укључујући Моли Харпер (Ема Бел), Нејтана Сирса (Арлен Ескарпета), Питера Фредкина (Мајлс Фишер), Дениса Лапмана (Дејвид Кохнер), Оливију Касл (Џеклин Макинес Вуд), Ајзака Палмера (Пи Џеј Берн) и Кендис Хупер (Елен Вроу). Након што су Кендис и Ајзак умрли у бизарним несрећама, Сам је упозорен да смрт још увек јури преживеле и речено му је да ако жели живети мора убити некога коме никада није било суђено да умре на мосту, чиме би преузео животни век те особе. Оливија и Денис су убијени пре него што имају прилику да се спасу, али Нејтан преузима животни век сарадника када случајно изазове смрт у несрећи на складишту. Питер покушава убити Моли, љубоморан што је преживела уместо Кендис. На крају добија животни век истражног агента, али га Сам убија пре него што успе да убије Моли. Сам и Моли касније се укрцавају на авион за Париз, за који се открива да је лет 180 из првог филма. Када се труп авиона распарча, Моли је исисана из авиона, док је Сам убијен у накнадној експлозији. Стајни трап лети према Њујорку и сударио се у коктел бар, убивши Нејтана, будући да је сарадник чији је преузео животни век имао тешку болест и да је требало да умре „сваког дана”.

## Улоге и ликови
| Лик                   | Филмови             | Филмови               | Филмови                       | Филмови               | Филмови               |
| Лик                   | Последња екскурзија | Последња екскурзија 2 | Последња екскурзија 3         | Последња екскурзија 4 | Последња екскурзија 5 |
| Лик                   | 2000.               | 2003.                 | 2006.                         | 2009.                 | 2011.                 |
| --------------------- | ------------------- | --------------------- | ----------------------------- | --------------------- | --------------------- |
| Вилијам Бладворт Ђаво | Тони Тод            | Тони Тод              | Тони Тод                      | споменут              | Тони Тод              |
| Клир Риверс           | Али Лартер          | Али Лартер            |                               | споменута             | Али Лартер            |
| Алекс Браунинг        | Девон Сава          | фотографија           | споменут                      | споменут              | Девон Сава            |
| Картер Хортон         | Кер Смит            | фотографија           |                               | споменут              | Кер Смит              |
| Били Хичкок           | Шон Вилијам Скот    | фотографија           |                               | споменут              | Шон Вилијам Скот      |
| Велери Лутон          | Кристен Клок        | фотографија           |                               | споменута             | Кристен Клок          |
| Тери Чејни            | Аманда Детмер       | фотографија           |                               | споменута             | Аманда Детмер         |
| Тод Вагнер            | Чад Донела          | фотографија           |                               | споменут              | Чад Донела            |
| Џорџ Вагнер           | Брендан Фер         |                       |                               |                       | Брендан Фер           |
| Лари Мерно            | Форбс Ангус         |                       |                               |                       | Форбс Ангус           |
| копилот               | Марк Холден         |                       |                               |                       | Марк Холден           |
| агент Вејн            | Данијел Робак       |                       |                               |                       |                       |
| агент Шрек            | Роџер Генвер Смит   |                       |                               |                       |                       |
| Кимберли Корман       |                     | А. Џ. Кук             | фотографија (избрисана сцена) | споменута             | А. Џ. Кук             |
| Томас Берк            |                     | Мајкл Ландес          | фотографија (избрисана сцена) | споменут              | Мајкл Ландес          |
| Јуџин Дикс            |                     | Т. К. Карсон          |                               | споменут              | Т. К. Карсон          |
| Рори Питерс           |                     | Џонатан Чери          |                               | споменут              | Џонатан Чери          |
| Кет Џенингс           |                     | Киган Конор Трејси    |                               | споменута             | Киган Конор Трејси    |
| Нора Карпентер        |                     | Линда Бојд            |                               | споменута             | Линда Бојд            |
| Еван Луис             |                     | Дејвид Пејтко         |                               | споменут              | Дејвид Пејтко         |
| Дано Естевез          |                     | Алекс Реј             |                               | споменут              | Алекс Реј             |
| Френки Витман         |                     | Шон Сипос             |                               | споменут              | Шон Сипос             |
| Шајна Макланк         |                     | Сара Картер           |                               | споменута             | Сара Картер           |
| Тим Карпентер         |                     | Џејмс Кирк            |                               | споменут              | Џејмс Кирк            |
| Брајан Гибонс         |                     | Ноел Фишер            |                               | споменут              | Ноел Фишер            |
| Изабела Хадсон        |                     | Џастина Мачадо        |                               |                       |                       |
| Венди Кристенстен     |                     |                       | Мери Елизабет Винстед         | споменута             | Мери Елизабет Винстед |
| Кевин Фишер           |                     |                       | Рајан Мериман                 | споменут              | Рајан Мериман         |
| Џули Кристенстен      |                     |                       | Аманда Кру                    | споменута             | Аманда Кру            |
| Ијан Макинли          |                     |                       | Крис Лемки                    | споменут              | Крис Лемки            |
| Пери Малиновски       |                     |                       | Меги Ма                       | споменута             | Меги Ма               |
| Ерин Алмер            |                     |                       | Алекс Џонсон                  | споменута             | Алекс Џонсон          |
| Луис РОмеро           |                     |                       | Тексас Бетл                   | споменут              | Тексас Бетл           |
| Френки Чикс           |                     |                       | Сам Истон                     | споменут              | Сам Истон             |
| Ешли Фројнд           |                     |                       | Шелан Симонс                  | споменута             | Шелан Симонс          |
| Ешлин Халперин        |                     |                       | Кристал Лоу                   | споменута             | Кристал Лоу           |
| Џејсон Вајз           |                     |                       | Џеси Мос                      | споменут              |                       |
| Кари Дрејер           |                     |                       | Џина Холден                   | споменута             |                       |
| Амбер Реган           |                     |                       | Екстазија Сандерс             |                       |                       |
| Ник О’Банон           |                     |                       |                               | Боби Кампо            | Боби Кампо            |
| Лори Милиган          |                     |                       |                               | Шантел Вансантен      | Шантел Вансантен      |
| Џенет Канингхам       |                     |                       |                               | Хејли Веб             | Хејли Веб             |
| Хант Винорски         |                     |                       |                               | Ник Зано              | Ник Зано              |
| Џорџ Лантер           |                     |                       |                               | Мајкелти Вилијамсон   | Мајкелти Вилијамсон   |
| Енди Кивзер           |                     |                       |                               | Ендру Фискела         | Ендру Фискела         |
| Саманта Лејн          |                     |                       |                               | Криста Ален           | Криста Ален           |
| Картер Данијелс       |                     |                       |                               | Џастин Велборн        | Џастин Велборн        |
| Надија Монрој         |                     |                       |                               | Стефани Оноре         | Стефани Оноре         |
| Синтија Данијелс      |                     |                       |                               | Лара Грајс            | Лара Грајс            |
| Џонатан Гроувс        |                     |                       |                               | Џексон Вокер          | Џексон Вокер          |
| Сам Лутон             |                     |                       |                               |                       | Николас Д'Агосто      |
| Моли Харпер           |                     |                       |                               |                       | Ема Бел               |
| Питер Фредкин         |                     |                       |                               |                       | Мајлс Фишер           |
| агент Блок            |                     |                       |                               |                       | Кортни Б. Венс        |
| Нејтан Сирс           |                     |                       |                               |                       | Арлен Ескарпета       |
| Денис Лапман          |                     |                       |                               |                       | Дејвид Кохнер         |
| Оливија Касл          |                     |                       |                               |                       | Џеклин Макинес Вуд    |
| Ајзак Палмер          |                     |                       |                               |                       | Пи Џеј Берн           |
| Кендис Хупер          |                     |                       |                               |                       | Елен Вроу             |
| Рори Карсон           |                     |                       |                               |                       | Брент Стејт           |
| Џон                   |                     |                       |                               |                       | Роман Подора          |

## Пријем

### Наступ на биоскопским благајнама
Последња екскурзија, у поређењу са другим америчким хорор франшизима са највећом зарадом и прилагођавањем инфлације из 2011. године, десета је хорор франшиза са највећом зарадом у Сједињеним Државама од приближно 347,8 милиона долара.
| Филм                  | Датум издања      | Датум издања        | Буџет        | Зарада          | Зарада              | Зарада       | Референце    |
| Филм                  | САД               | Србија              | Буџет        | Северна Америка | Ван Северне Америке | Широм света  | Референце    |
| --------------------- | ----------------- | ------------------- | ------------ | --------------- | ------------------- | ------------ | ------------ |
| Последња екскурзија   | 17. март 2000.    | н. п.               | $23 милиона  | $53.331.147     | $59.549.147         | $112.880.294 | [ 10 ]       |
| Последња екскурзија 2 | 31. јануар 2003.  | н. п.               | $26 милиона  | $46.961.214     | $43.465.191         | $90.426.405  | [ 11 ]       |
| Последња екскурзија 3 | 10. фебруар 2006. | н. п.               | $25 милиона  | $54.098.051     | $63.621.107         | $117.719.158 | [ 12 ]       |
| Последња екскурзија 4 | 28. август 2009.  | 17. септембар 2009. | $40 милиона  | $66.477.700     | $119.689.439        | $186.167.139 | [ 13 ]       |
| Последња екскурзија 5 | 12. август 2011.  | 1. септембар 2011.  | $40 милиона  | $42.587.643     | $115.300.000        | $157.887.643 | [ 14 ]       |
| Укупно                | Укупно            | Укупно              | $154 милиона | $263.455.755    | $401.624.884        | $665.080.639 | [ 15 ] [ 9 ] |

### Одговор критичара и публике
Франшиза је хваљена због своје иновативне радње о невидљивом апстрактном концепту смрти која убија људи уместо уобичајеног слешер убице, и креативности секвенци смрти током филмова.
| Филм                  |                     |                   |    |
| --------------------- | ------------------- | ----------------- | -- |
| Последња екскурзија   | 35% (95 рецензија)  | 36 (28 рецензија) | B− |
| Последња екскурзија 2 | 48% (111 рецензија) | 38 (25 рецензија) | B+ |
| Последња екскурзија 3 | 43% (116 рецензија) | 41 (28 рецензија) | B+ |
| Последња екскурзија 4 | 29% (98 рецензија)  | 30 (14 рецензија) | C  |
| Последња екскурзија 5 | 63% (136 рецензија) | 50 (24 рецензија) | B+ |